# Tereza Raquinová (román)
Tereza Raquinová je román francouzského spisovatele, romanopisce a ideového mluvčího naturalistického směru Émila Zoly. Poprvé vyšel roku 1867 s originálním názvem Thérèse Raquin v srpnu jako fejeton pro L'Artiste (nejprve vycházel po částech), knižně pak v prosinci téhož roku. Román se odehrává v Paříži. Název nese jméno jeho hlavní hrdinky.

## Děj
Tereza Raquinová je mladá žena žijící v Paříži. Do Francie přišla ve svých deseti letech, poté co jí zemřela matka (alžírského původu). Její otec, voják působící v Alžíru, ji přivedl do města Vernon k její tetě, madame Raquinové, která ji vychovala. Jednadvacetiletá dívka je později provdána za Kamila, syna její tety, se kterým byli společně vychováváni, i když k sobě oba cítí pouze sourozenecký vztah. Madame Raquinová si sňatkem prakticky zajistila péči o svého v mládí často nemocného a slabého syna. Po uzavření manželství se mezi nimi nic moc nemění, až na to, že spolu spí v jednom pokoji. Tereza pracuje v obchodě s galanterií, který patří její tchyni. V duchu je Tereza energická, touží po volnosti, výchova její tety ji ale vede k tomu, že se určitým způsobem uzavírá, vede velmi jednotvárný, bezbarvý život podřízený druhým, kdy musí sedět stále jen doma. Jediným ozvláštněním jejího života jsou čtvrtky, kdy se večer scházejí přátelé její tchyně, se kterými pijí čaj a hrají domino. K velkému dějovému předělu ale dochází, když se Tereza seznámí s přítelem svého manžela Laurentem, do něhož se velice toužebně a vášnivě zamiluje. Tím se její život začíná ubírat zcela zásadně opačným směrem, protože s ním už konečně zažívá vše, po čem tak moc toužila. Tajně se s Laurentem scházejí a Tereza si vymýšlí různé výmluvy, aby svůj románek udržela skrytý. Právě neustálý nutkavý pocit být v přítomnosti svého milence častěji a celý vztah již přestat utajovat, dovede tuto dvojici k přesvědčení, že manžel Terezy jim stojí v cestě, a nakonec se ho rozhodnou zabít.
Jednou se společně všichni tři vypraví na výlet, kde Laurent Kamila utopí, zatímco celé dění Tereza přečká v mdlobách. Vražda manžela Terezu velmi citově sžírá, zažívá intenzivní pocit viny. Laurent činu naopak nelituje, a dokonce chodí pomáhat madame Raquinové, čímž se jí snaží vnutit a podvědomě se podstrčit namísto Kamila. Po krátké době ale začně trpět jakýmisi bludy, kdy slyší Kamilův hlas a cítí, jako by ho někdo sledoval. Madame Raquinová nakonec souhlasí s přijetím Laurenta jako nového manžela pro Terezu. Nakonec Laurent zjišťuje, že smrt Kamila neznamenala pouze ztrátu lidského života, ale také zmar jejich vztahu. Laurent se snaží jejich společnou vášeň opět probudit, ale Tereza jej již nemiluje, spíše naopak. Postupně se začnou po večerech o samotě hádat a jeden druhého z vraždy obviňovat, oba cítí značný pocit viny. Nakonec svůj čin prozradí před nemocnou madame Raquinovou, která nemůže chodit ani mluvit. Příběh končí tak, že si oba manželé vzájemně nevěří a podezírají se, že jeden druhého nahlásí. Vyvrcholí to jedním večerem, kdy Laurent připraví jed do Tereziny sklenice a ta si k sobě vezme nůž, zároveň se oba nachytají při činu. Oba se emočně zhroutí, a nakonec vypijí jed.

## Přijetí díla a interpretace
Román vycházel nejdříve po částech, poprvé vyšel v srpnu roku 1867 jako fejeton pro L'Artiste. Knižně vyšel poprvé v prosinci roku 1867. Je uveden motem: „Neřest a cnost jsou produkty stejně jako vitriol a cukr.“ Kniha je programovým dílem naturalismu, kdy se snaží být spojením vědeckých poznatků biologie a literárního umění. V době kdy vyšla byla ostře zkritizována a popsána jako amorální. Louis Ulbach označil román za obscénní.
V duchu naturalismu totiž často dochází k přetvoření postav/lidí směrem k biologickému objektu. Sám Zola o románu řekl, že je „velkou psychologickou a fyziologickou studií“. Zolův záměr je zde především vykreslení niterných pohnutek pramenících z vášně a instinktů, chce poukázat na vrozené fyziologické rysy, které předurčují celkový vývoj člověka a ovlivňují ho i nadále. Společenské vztahy a příběh románu je spíše rámcem.
O Tereze Raquinové Zola napsal: „[...]že si pro tento román vybral hrdinku zcela ovládanou instinkty a zbavenou vůle. Hybatelem jejího osudu je vášeň a smyslnost, kterým zcela propadá [...] Tereza a Laurent jsou lidé s pouze pudově rozvinutou emocionalitou.“ Důležitý je její charakter, který se nese v duchu hysterie a nervního chování. Také se nechává unášet nerealistickými představami pramenícími v četbě především sentimentální literatury. Hrdinka ale není prostomyslná, veškeré špatnosti, které dělá, volí sama s pomocí svých instinktů.

## Adaptace

### Divadlo
Divadelní drama podle románu uvedlo pařížské divadlo Théâtre de la Renaissance šest let po jeho knižním vydání, v roce 1873.

### Film
Román byl zfilmován vícekrát. Nejstarší filmová verze pochází z roku 1915. Další vyšla v roce 1953 a režíroval ji Marcel Carné. Hlavní role zde obsadili Simone Signoretová v roli Terezi a Raf Vallone jako Laurent. V roce 2010 se román dočkal dalšího filmového zpracování v režii Charlieho Strattona. Roli Terezy zde obsadila Ludvinie Sagnierová, roli Laurenta Joseph Fiennes a roli madame Raquine Glenn Closeová.